# Покрово-Чичерино
Покрово-Чичерино — село в Петровском районе Тамбовской области России. 
Административный центр Покрово-Чичеринского сельсовета.

## География
Расположено на реке Избердейка (правом притоке Матыры), в 8 км к востоку от райцентра, села Петровское, и в 72 км к западу от центра Тамбова.
В селе находится бывшая усадьба Чичериных.

## История
В 2023 году в состав села включена деревня Михайловка.

## Население
| 2002 | 2010 |
| ---- | ---- |
| 276  | ↘237 |

Согласно результатам переписи 2002 года, в национальной структуре населения русские составляли 98 % от жителей.